# Großsteingräber bei Flehm
Die Großsteingräber bei Flehm (auch Großsteingräber bei Högsdorf-Flehm) sind zwei zwischen 3500 und 2800 v. Chr. entstandene megalithische Grabanlagen der jungsteinzeitlichen Trichterbecherkultur (TBK) in der Umgebung von Flehm, einem Ortsteil der Gemeinde Högsdorf im Kreis Plön (Schleswig-Holstein). Sie tragen die Sprockhoff-Nummern 215 und 216. Grab 1 wurde 1953 unter der Leitung von Ernst Sprockhoff ausgegraben. Im gleichen Jahr wurden durch Rektor Peters aus Eutin die Reste eines zerstörten dritten Grabes entdeckt.

## Lage
Grab 1 liegt etwa 500 südsüdwestlich von Flehm am östlichen Straßenrand des Rührsberger Wegs. Grab 2 befindet sich 1,4 km südöstlich hiervon am Rand eines kleinen Waldstücks. Das dritte Grab wurde auf dem Gebiet des Schweizerhofes entdeckt; seine genaue Position ist aber nicht bekannt. 1,7 km westlich von Grab 1 liegen die Großsteingräber bei Gowens.

## Beschreibung

### Erhaltene Gräber

#### Grab 1

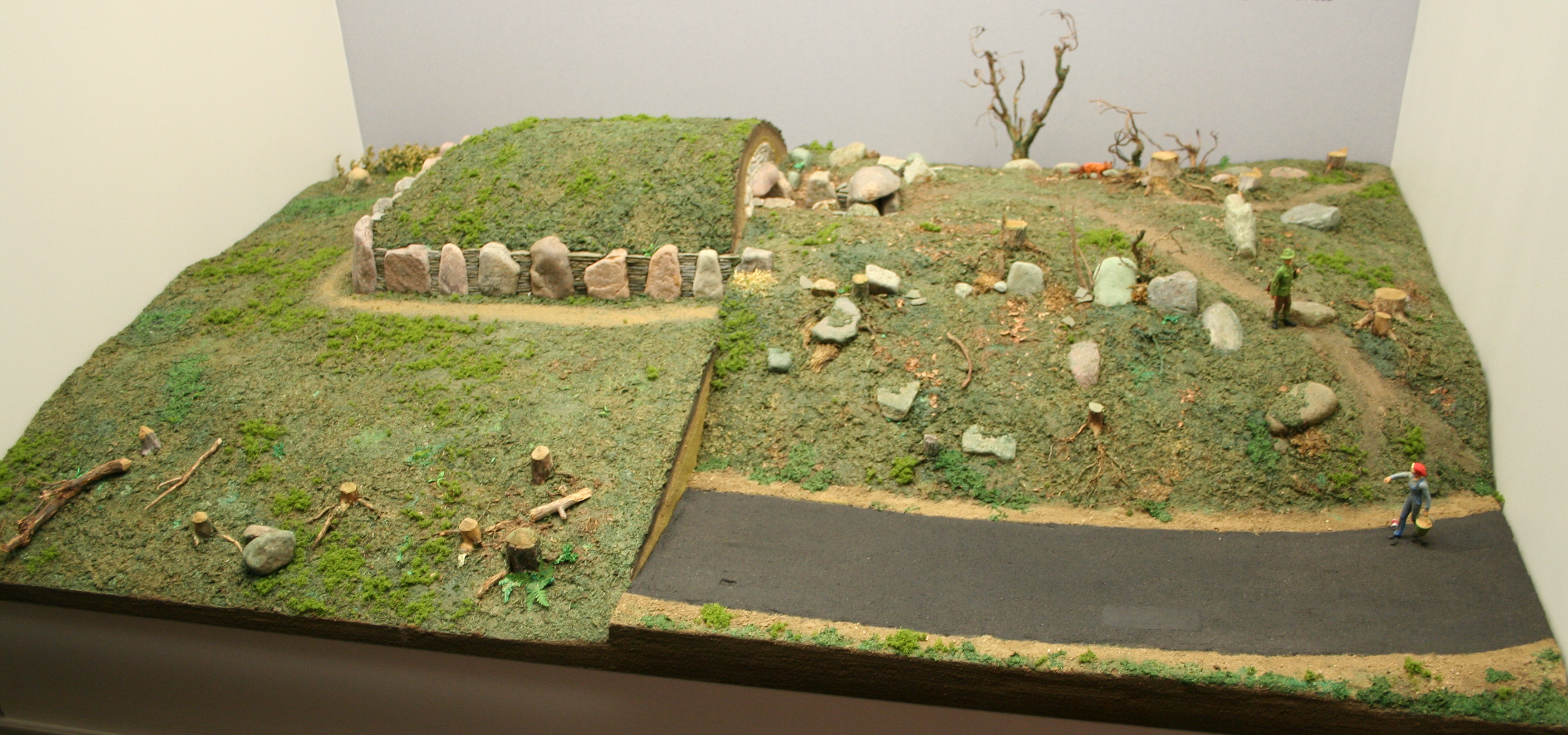
Modell des Grabes im Archäologischen Landesmuseum auf Schloss Gottorf

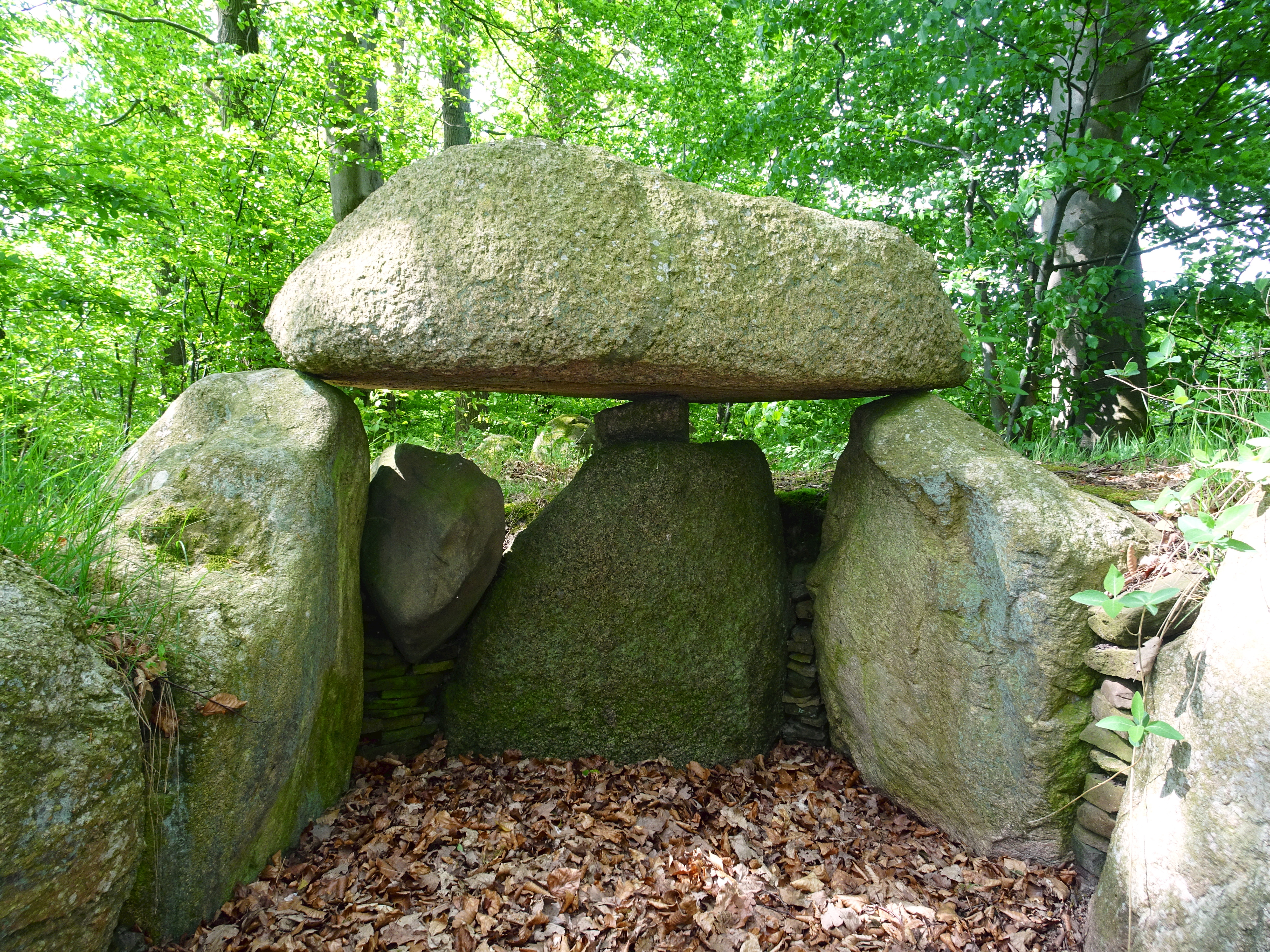
Großsteingrab Flehm 1

Die Megalithanlage der Trichterbecherkultur (TBK) mit der Sprockhoff-Nr. 215 entstand zwischen 3500 und 2800 v. Chr. Grab 1 besitzt ein nordost-südwestlich orientiertes rechteckiges Hünenbett mit einer Länge von 26 m und einer Breite von 8,5 m. Die Hügelschüttung reicht noch bis zur Oberkante der größtenteils erhaltenen Einfassungssteine, von denen einige jedoch umgekippt oder verschleppt sind. In der Hügelschüttung wurden Holzkohle-Reste entdeckt.
Das Ganggrab vom Untertyp Holsteiner Kammer ist ebenfalls nordost-südwest orientiert. Es hat eine Kammerlänge von 5,2 m, eine Breite von 1,45 m im Südwesten und 1,85 m im Nordosten und eine Höhe von 1,50 cm. Es ist leicht trapezoid und besitzt jeweils fünf Tragsteine an den Langseiten und einen Schlussstein an der südwestlichen Schmalseite, die alle noch in situ stehen. Der nordöstliche Schlussstein fehlt. Von den ursprünglich fünf Decksteinen sind nur noch drei vorhanden, einer im Südwesten und zwei im Nordosten. Sie wurden von E. Sprockhoff herabgesunken vorgefunden und wurden nach der Grabung wieder aufgelegt.
Der Gang befindet sich an der südöstlichen Langseite zwischen dem ersten und zweiten Wandstein. Er hat eine Länge von 3 m und besteht aus zwei Wandsteinpaaren. Rechts neben dem Gang wurde im Inneren der Kammer eine Steinplatte mit einer Länge von 1,25 m, einer Breite von 0,68 m und einer Dicke zwischen 0,1 m und 0,2 m gefunden, bei der es sich wohl um die innere Verschlussplatte handelte. Der äußere Verschluss der Kammer bestand aus größeren Platten und Rollsteinen, die in eine Lehmpackung eingebettet waren.
Die Zwischenräume zwischen den Wandsteinen waren mit in Lehm gesetztem Trockenmauerwerk gefüllt, das an einigen Stellen noch erhalten ist. Im Bereich des Gangs und unter den Decksteinen war es allerdings verrutscht. Die Kammer wies eine mehrschichtige Ummantelung auf. Die innerste Schicht bestand aus gebranntem Flint. Sie hatte am Fuß der Wandsteine eine Dicke von etwa 0,4 m und reichte bis zu einer Höhe von 1,1 m. Hierauf folgte eine Lehmpackung von gleicher Höhe. Sie hatte am Fuß eine Dicke von 1,5 m und am Scheitel von 0,8 m. Diese Schichten waren mit einer Lage Steine abgedeckt. Hierauf folgte schließlich die Hügelschüttung.
Die Kammer war vor ihrer Untersuchung bis etwa 0,2 m unter den Decksteinen mit feinem gelben Lehm verfüllt. Der Boden hatte ein Pflaster aus Steinplatten und kleinen Rollsteinen. Auf dieses war eine 0,15 m bis 0,20 m dicke Schicht aus gebranntem Feuerstein aufgebracht. An den beiden Schmalseiten waren mit 0,3 m × 0,4 m großen Steinplatten etwa 1 m breite Quartiere abgetrennt worden. Diese wiesen ein dreischichtiges Pflaster auf: Die unterste Schicht bildeten Steinplatten. Hierauf folgte eine Schicht aus gebranntem Flint. Die oberste Schicht wurde wiederum von Steinplatten gebildet.
Auf dem Pflaster der Kammer wurden regellos verstreut die Reste mehrerer menschlicher Skelette und zahlreiche Grabbeigaben der TBK gefunden. Zu den Beigaben gehörten mehrere Keramikgefäße (vier Amphoren, zehn Tassen, sechs Schalen und zwei unverzierte Gefäße), mehrere Feuerstein-Geräte (drei querschneidige Pfeilspitzen, ein Dolch, eine Spitze und sieben Späne) sowie sieben Bernstein-Perlen. Etwa 0,5 m über der Sohle wurden außerdem Beigaben von zwei Nachbestattungen entdeckt: Gegenüber dem Eingang lagen zwei Beile der Einzelgrabkultur und rechts vom Eingang an der Südostwand lagen drei Gefäße, zwei Beile, fünf Bernsteinperlen und ein Feuerschlagstein. Im Gang wurde darüber hinaus noch ein stark beschädigtes Feuerstein-Beil entdeckt.

Funde aus Grab 1
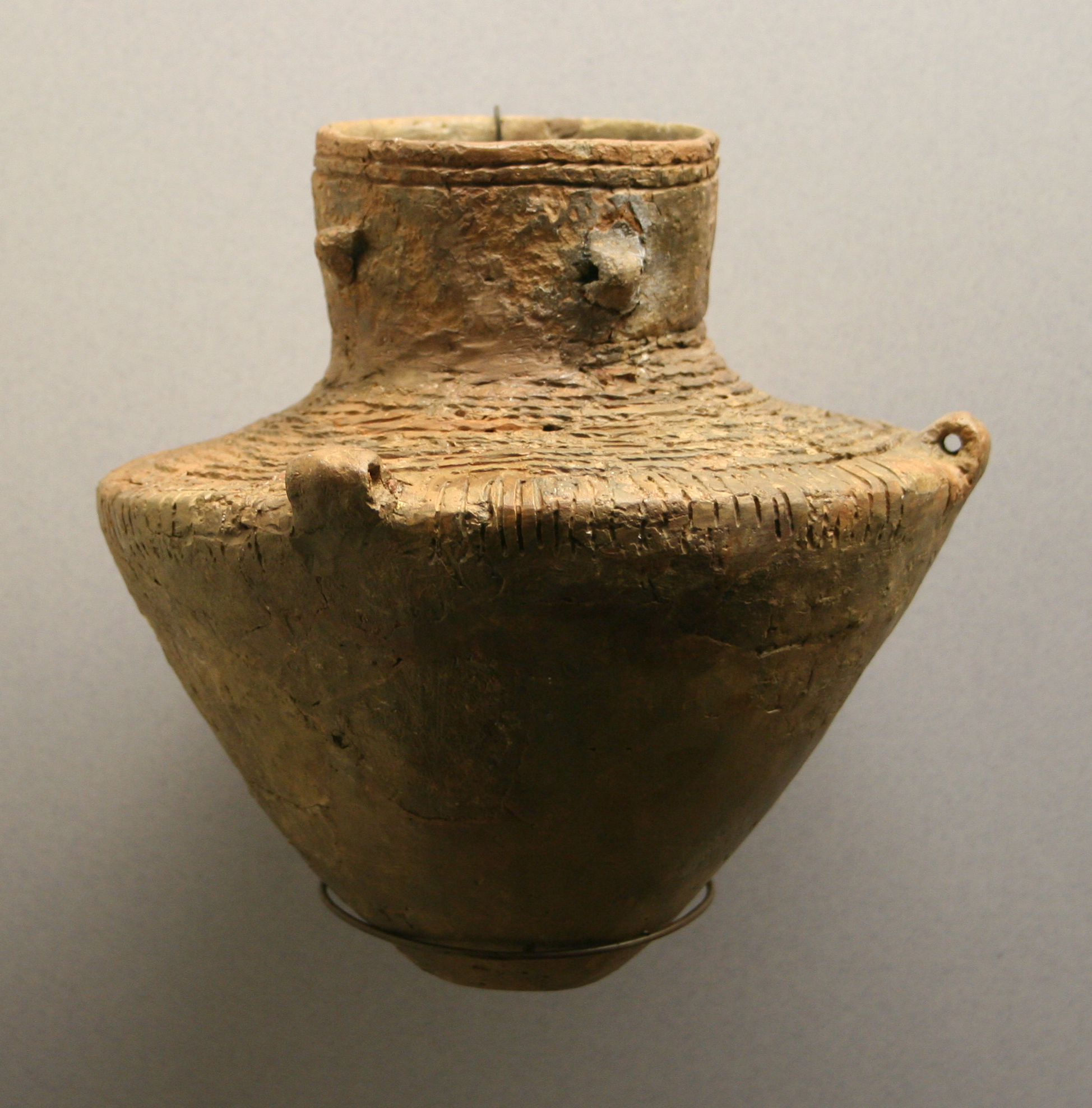
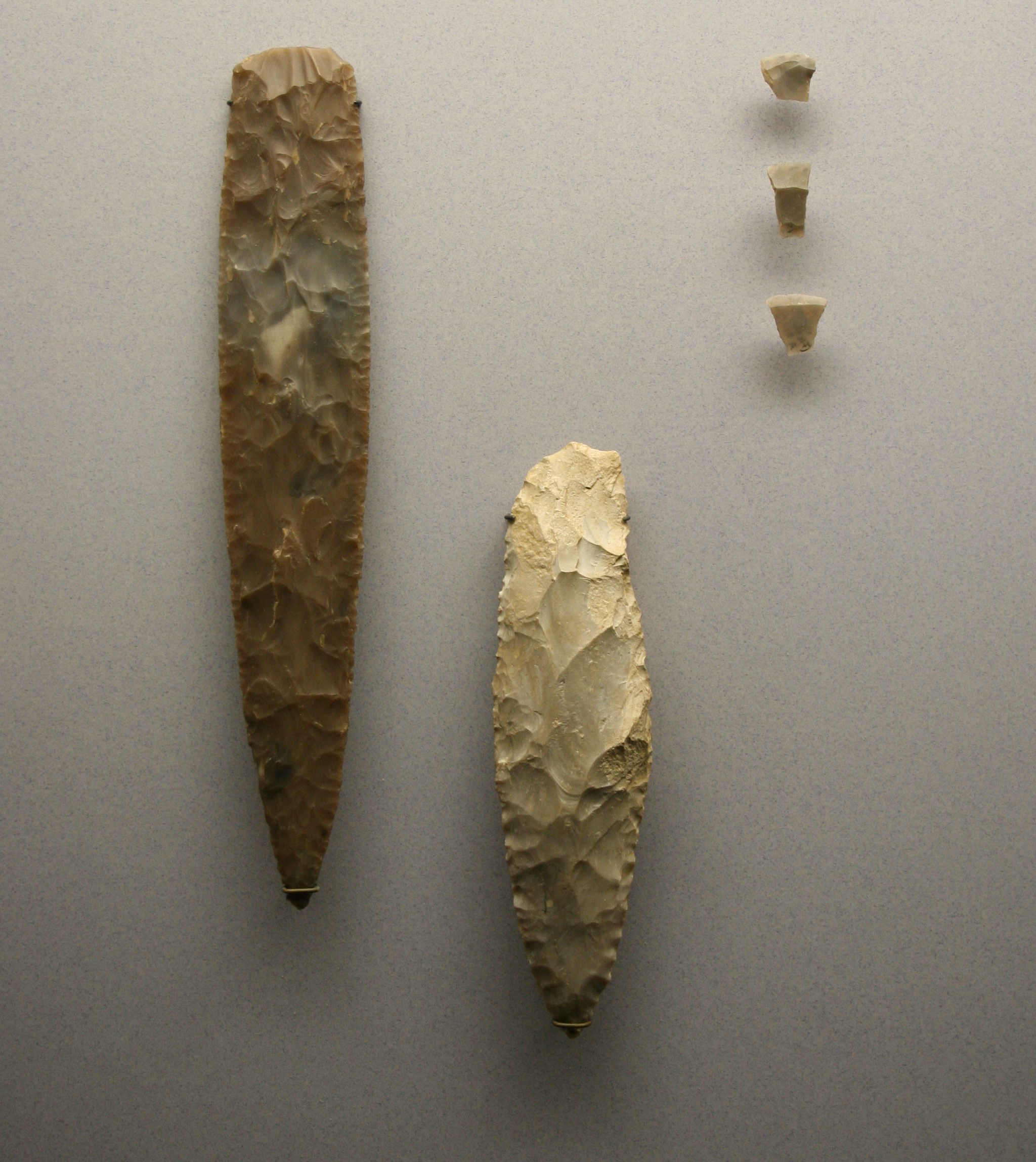
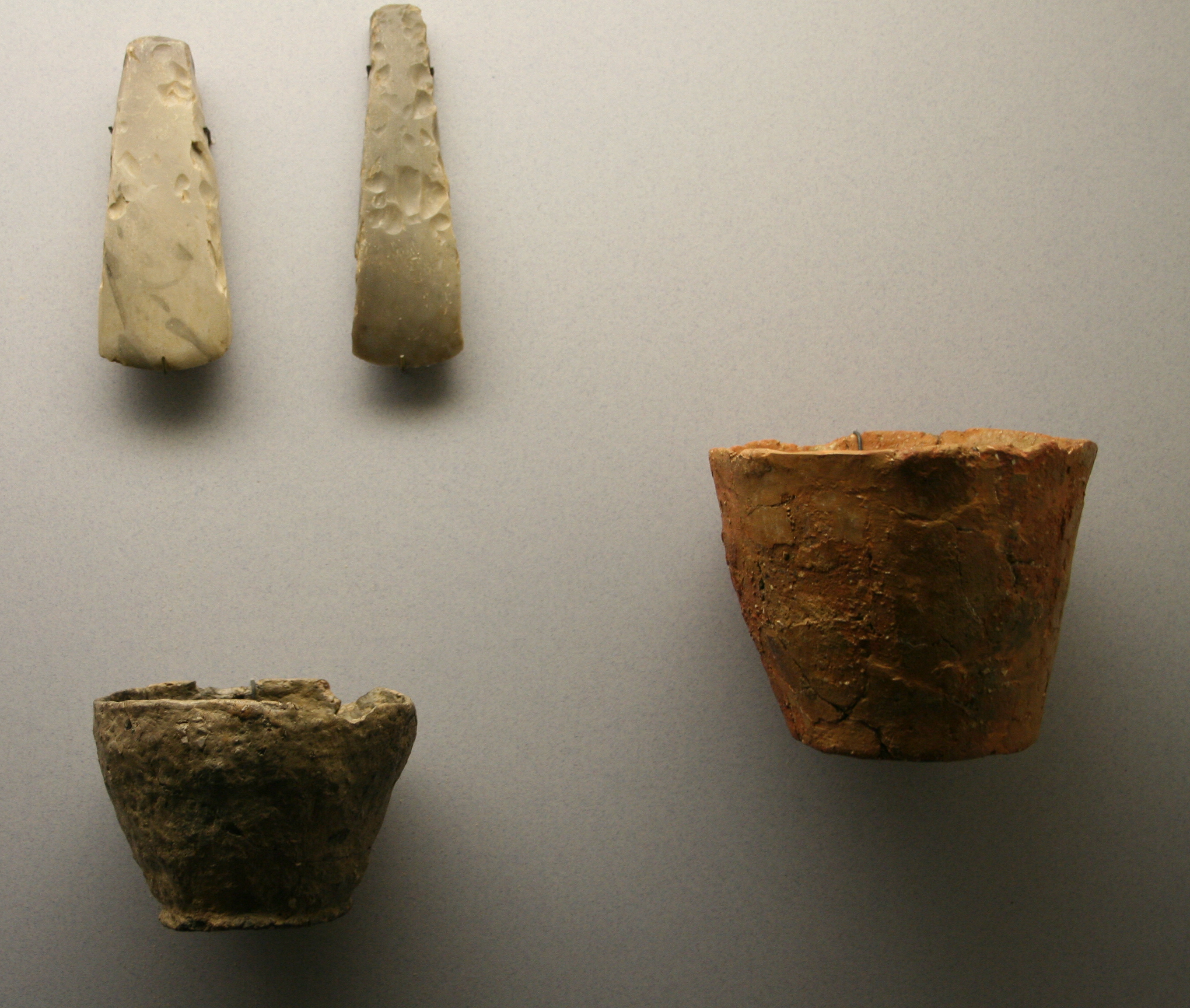
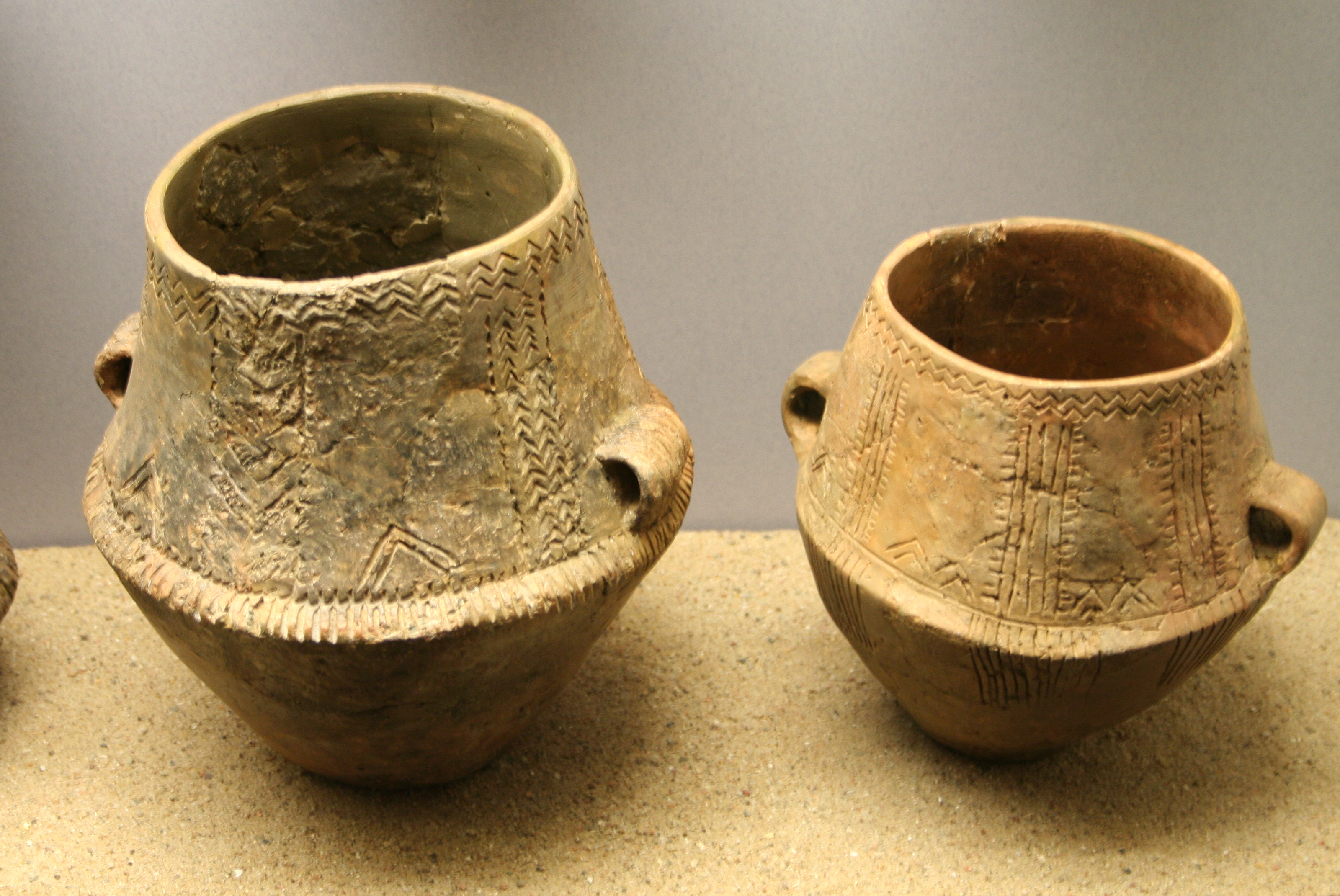
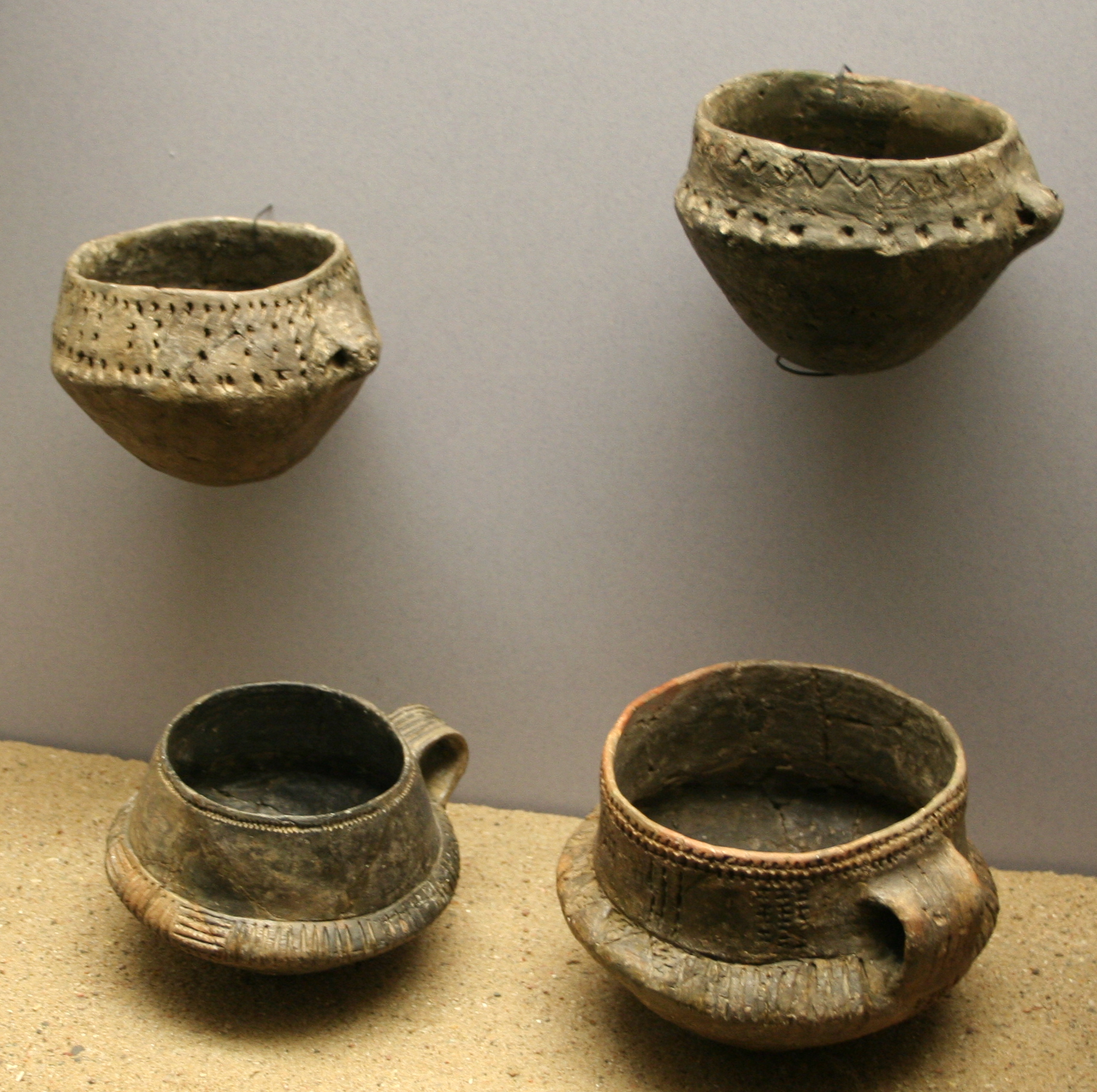
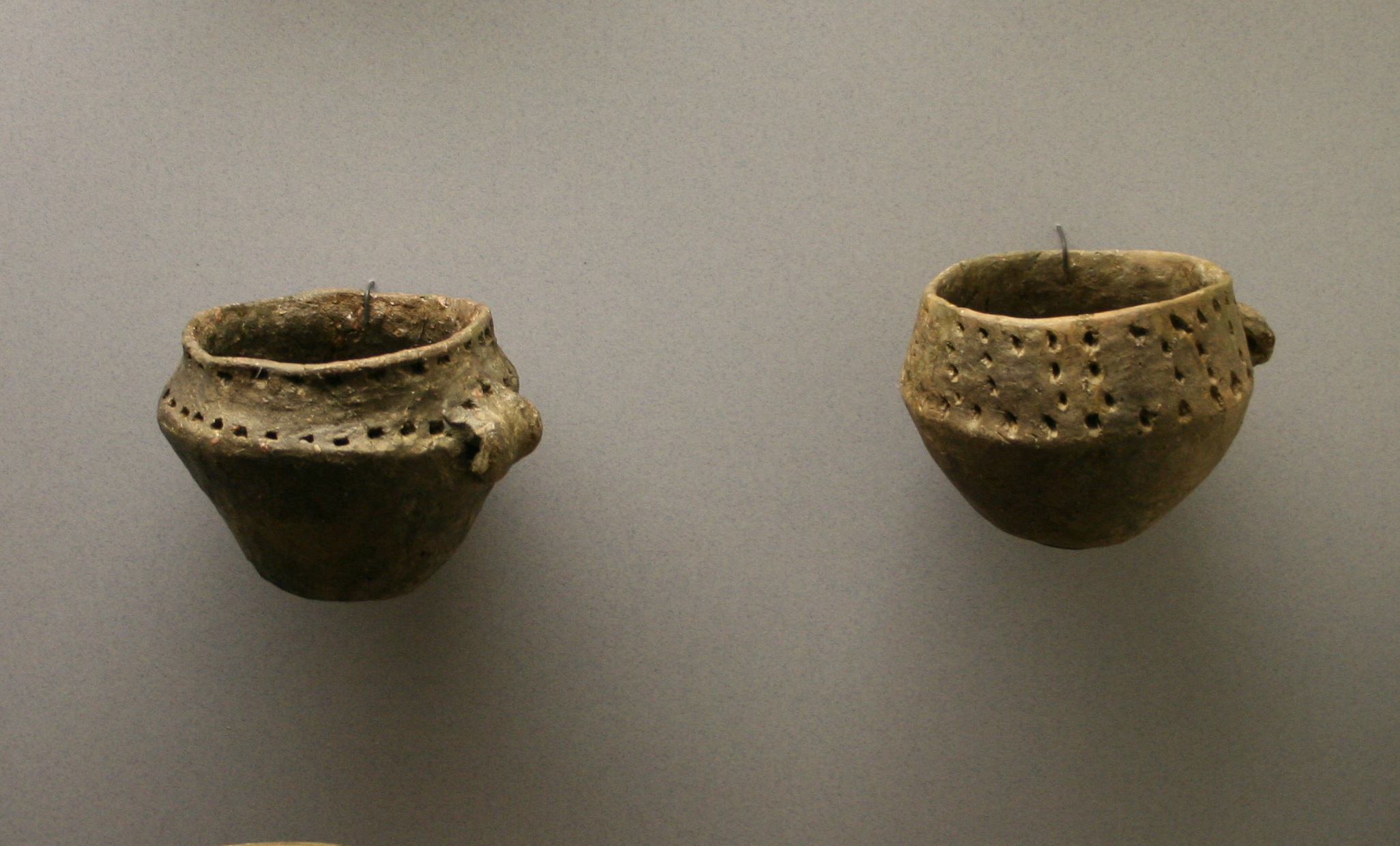

#### Grab 2
Grab 2 besitzt eine in Resten erhaltene Hügelschüttung, die eine ost-westlich orientierte Grabkammer birgt, bei der es sich ebenfalls um eine Holsteiner Kammer handelt. An der nördlichen Langseite sind noch fünf Wandsteine vorhanden, an der südlichen drei. Der östliche Abschlussstein ist gesprengt, der westliche fehlt. Die Länge der Kammer kann daher nicht genau bestimmt werden. Von den Decksteinen ist nur noch einer erhalten, der allerdings ins Innere der Kammer gestürzt ist. Südlich vor der Kammer steht noch in situ ein einzelner Stein, bei dem es sich um einen Wandstein des Gangs handelt.

### Das zerstörte Grab 3
Das dritte Grab besaß eine nordwest-südöstlich orientierte Grabkammer mit vermutlich rechteckigem Grundriss. Die Wandsteine waren nach außen umgekippt, teilweise zerschlagen und in tiefen Gruben versenkt worden. An der südwestlichen Langseite wurden zwei umgestürzte Wandsteine sowie ihre Standspuren und innerhalb der Senkgrube das Bruchstück eines weiteren großen Steins entdeckt. Nach Nordwesten hin hatte sich ursprünglich mindestens ein weiterer Wandstein angeschlossen. An der nordöstlichen Langseite wurde ein Wandstein (wohl vom südöstlichen Ende der Langseite) sowie das Bruchstück eines weiteren entdeckt. Die Anzahl der sich ursprünglich nach Nordwesten anschließenden Wandsteine konnte nicht genau bestimmt werden. Ein weiterer Wandstein lag vor der nordwestlichen Schmalseite. Der Boden der Grabkammer wies ein gleichmäßiges Pflaster aus Platten und Rollsteinen auf. Eine genauere Untersuchung des Kammerbodens wurde nicht vorgenommen. In der Südwest-Ecke der Kammer reichte das Pflaster bis zwischen die Standspuren der Wandsteine und markierte dort wohl den einstigen Zugang.